# Mariano Mendizábal
Mariano Mendizábal (Buenos Aires, Virreinato del Río de la Plata, ca. 1778 - Lima, Perú, enero de 1822) fue un militar argentino, que lideró una revolución de inspiración federal en enero de 1820, que contribuyó a la disolución del poder central de las Provincias Unidas del Río de la Plata. Ejerció brevemente el cargo de gobernador de la provincia de San Juan.

## Datos biográficos
Combatió contra las invasiones inglesas, pero no continuó en el ejército.
Se enroló nuevamente poco después de la Revolución de Mayo, y en 1812 participó del sitio de Montevideo, como edecán del comandante político, Manuel de Sarratea, con el grado de capitán de infantería.
Formó parte de la división del coronel Ignacio Álvarez Thomas, enviada a atacar a la provincia de Santa Fe, que se sublevó en Fontezuelas contra el Director Supremo Alvear, figurando entre los firmantes del manifiesto de los oficiales.
En 1816 pasó al Ejército de los Andes, y al año siguiente participó de la campaña de José de San Martín a Chile, combatiendo en la batalla de Chacabuco. Fue dado de baja en 1818, posiblemente fue a su pedido.
Se estableció en San Juan y se casó con la hermana del teniente de gobernador, José Ignacio de la Roza. Cuando el regimiento de Cazadores de los Andes regresó a la Argentina en 1819, fue reincorporado al este como capitán.

## La revolución
La situación política en las Provincias Unidas era extremadamente inestable: el Directorio no era obedecido fuera de las intendencias de Córdoba y Buenos Aires; en Salta y Cuyo era nominalmente obedecido, pero sus gobiernos no dependían del gobierno central más que económicamente: en lo político, eran prácticamente autónomos. Tucumán era autónoma desde noviembre de 1819.
Los habitantes de San Juan habían contribuido tanto a la formación del Ejército de los Andes que reinaba la pobreza. A cambio, se las mantenía en una dependencia de la capital provincial, Mendoza, y su participación en el gobierno era mínima. Una revuelta en 1814 había llevado al gobierno a De la Roza, demostrando la vocación autonomista de la ciudad, pero este estaba de hecho completamente subordinado al gobernador cuyano, Toribio de Luzuriaga.
Por su parte, los militares no deseaban ser enviados a luchar contra los federales del litoral, como había exigido el director Rondeau, y estaban dispuestos a sublevarse. En la práctica, San Martín también se negaba a participar en la guerra civil, pero – si bien un primer intento había fracasado – el director bien podría reemplazar en el cargo de comandante del Ejército de los Andes a San Martín.
El 9 de enero de 1820, el capitán Mendizábal y el teniente Francisco Solano del Corro dirigieron una revuelta de oficiales subalternos y sargentos. Arrestaron al coronel Severo García de Sequeira, jefe del regimiento, y se ascendieron a sí mismos al grado de coronel.
El movimiento fue apoyado por el cabildo de San Juan, que incitó a los oficiales a arrestar a De la Roza, y poco después nombró a Mendizábal gobernador interino de la provincia de San Juan, segregada de hecho de la de Cuyo. En marzo sería nuevamente electo, como gobernador titular.
Mendizábal y Del Corro no pudieron contener a las tropas, de modo que la ciudad quedó sometida a un saqueo brutal. El gobernador Luzuriaga pretendió aplastar la revuelta; pero, a pedido del cabildo sanjuanino – y también tras considerar que militarmente estaba en inferioridad de condiciones – ordenó a las tropas regresar a Mendoza.
Poco después renunciaba al cargo de gobernador, y San Martín ordenaba a lo que quedaba del Ejército de los Andes en Cuyo cruzara la Cordillera hacia Chile, salvando la campaña al Perú.
Curiosamente, el día anterior a la revolución había estallado el motín de Arequito, que sublevaba al Ejército del Norte contra el Directorio, pero la coincidencia de fechas se debió al estado político del país, no a la coordinación entre ambas revueltas. El 1 de febrero, en la batalla de Cepeda, desaparecía el Directorio.

## Caída y ejecución
En buena medida, Mendizábal había asumido el gobierno por casualidad, y los autonomistas del cabildo comenzaron a querer deshacerse de él. La amenaza de ataques desde Mendoza lo obligaron a nombrar gobernador titular a Mendizábal a comienzos del mes de marzo; pero, cuando esta se disipó, el 24 de marzo, se libraron de él: nombraron jefe del ejército provincial a Del Corro, y gobernador a José Ignacio Maradona.
Mendizábal fue arrestado; unos días más tarde, fue enviado preso a La Rioja. De allí pasó preso a Salta, de allí a Mendoza, desde donde lo enviaron a Chile. Finalmente fue enviado al Perú, donde ya San Martín había ocupado la capital, Lima.
De la Roza había informado al general de lo ocurrido, dramatizando los hechos y acusando a Mendizábal de traición. Más tarde cambió de idea y trató de salvar a su cuñado, pero ya San Martín había tomado una decisión: tras un juicio de más de un año, en enero de 1822, Mendizábal fue condenado a muerte, degradado y fusilado como traidor a la patria ante una multitud, en la plaza central de Lima.